# Yawning Man
Yawning Man est un groupe de desert rock américain, originaire de Palm Springs, en Californie.

## Biographie
Yawning Man est formé en 1986, autour de Gary Arce à la guitare et d'Alfredo Hernandez à la batterie. Ils sont rejoints ensuite par Mario Lalli à la basse, puis son frère Larry en tant que second guitariste. La musique de Yawning Man est instrumentale, et se compose de longs jams. Elle se caractérise par une guitare à forte réverbération, mais jouée de façon arpégée. À cela s'ajoute une ligne de basse mélodique et une batterie très carrée. Le groupe est connu pour se produire dans le désert californien, et spécialement dans les generator parties.
Malgré sa forte renommée et son statut culte dû à la reprise de Catamaran par Kyuss, Yawning Man attend 2005 pour sortir son premier album, Rock Formations. Il sera suivi quelques mois plus tard par la sortie de l'EP Pot Head. Pour ce dernier, Billy Cordell tint la basse à la place de Mario Lalli, qui était indisponible. En 2009, Yawning Man publie officiellement The Birth of Sol (The Demo Tapes), un double-album composé de 24 anciens morceaux enregistrés dans les années 1980 .
En 2010, Yawning Man sort le successeur de Rock Formations, Nomadic Pursuits. Il sera défendu par une tournée européenne durant l'été 2010. Mario Lalli étant indisponible, il est remplacé par Zach un étudiant new-yorkais. En 2014, Yawning Man revient en Europe pour une tournée de fin d'année avec Gary Arce, Mario Lalli et Bill Stinson. À cette période, un nouvel album est en cours d'enregistrement. 
En 2015, ils tournent avec Fatso Jetson,. En 2016, Yawning Man publie un nouvel album, Historical Graffiti. En 2017, ils effectuent une tournée américaine avec Greenleaf entre le 5 et le 13 mars.

## Membres

### Membres actuels
- Gary Arce - guitare (depuis 1986)
- Mario Lalli - basse, voix (depuis 1986)
- Bill Stinson - batterie (2011, depuis 2013)
- Justine Ruiz - basse, guitare (depuis 2016)

### Anciens membres
- Larry Lalli - guitare
- Randy Rantaso - percussions
- Alfredo Hernandez - batterie
- Billy Cordell - basse (2005-2012)
- Greg Saenz - batterie (2011-2012)
- Randy Reantaso - percussions (†)
- Jerrod Elliott - percussions

## Discographie

### Albums studio
- 2005 : Rock Formations
- 2005 : Pot Head (EP)
- 2008 : Vista Point (consiste en l'union de Rock Formations et Pot Head)
- 2010 : Nomadic Pursuits
- 2016 : Historical Graffiti
- 2018 : The Revolt Against Tired Noises
- 2019 : Macedonian Lines

### Compilations & Live
- 2009 : The Birth of Sol (The Demo Tapes)
- 2015 : Live at Maximum Festival
- 2020 : Live at Giant Rock

## Vidéographie
- 2006 : Live at W2 (disponible dans la réédition de Rock Formations)